# 王隆德
王隆德（1569年—？），字孟起，號巽吾，浙江嘉兴府桐乡县民籍，湖州府乌程县人，明朝政治人物。

## 生平
王隆德登萬曆三十四年（1606年）丙午科顺天府乡试举人，萬曆三十五年（1607年）聯捷丁未科进士，初授江西袁州府推官，升南京刑部陕西司主事。晋郎中，四十五年（1617年）九月升任兖州府知府，天啓元年（1621年）升江西宁太道副使。

## 遺跡
王隆德宅在青镇王家板桥北，堂名居然，以暮年获嗣，取诗居然生子之义，董其昌题额，宅后有望田楼 。

## 家族
曾祖王英，指挥佥事。祖父王济，字伯雨，號雨舟，晚年更号白铁道人，弱冠为诸生，以高貲例入太学，授广西横州判官，会缺州守，济领州事，悉其习俗，利病设施，皆当于理。地故多盗，自济受事，夜户不闭。夙能诗，为文章，放衙吟诵不辍。以母老，不二载乞终养归。时诸名士佥事龙寅、太白山人孙一元、尚书刘麟皆以诗酒相徵逐，邀济为崇雅小社，布衣襆被如寒士，人不知其豪富云。
父王漢齡。母茅氏。严侍下。弟峻德、敏德、光德。